# Phenacobius uranops
Phenacobius uranops es una especie de peces de la familia de los Cyprinidae en el orden de los Cypriniformes.

## Morfología
Los machos pueden llegar alcanzar los 12 cm de longitud total.

## Hábitat
Es un pez de agua dulce.

## Distribución geográfica
Se encuentra en los Estados Unidos: Kentucky, Virginia, Tennessee,  Georgia y Alabama.